# Castillo (kulle)
Castillo är en kulle i Antarktis. Den ligger i Sydshetlandsöarna. Argentina, Chile och Storbritannien gör anspråk på området. Toppen på Castillo är 85 meter över havet.
Terrängen runt Castillo är huvudsakligen kuperad, men den allra närmaste omgivningen är platt. Havet är nära Castillo åt sydost. Trakten är glest befolkad. Närmaste befolkade plats är Maldonado Station, 13,5 kilometer nordväst om Castillo. 